# Tranzault
 Tranzault  es una población y comuna francesa, en la región de  Centro, departamento de Indre, en el distrito de La Châtre y cantón de Neuvy-Saint-Sépulchre.

## Demografía
| 381 | 364 | 324 | 318 | 324 | 323 |
| Para los censos de 1962 a 1999 la población legal corresponde a la población sin duplicidades (Fuente: INSEE [Consultar]) |     |     |     |     |     |